# Jazz azerbaïdjanais

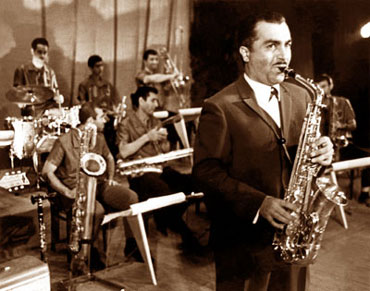
Tofik Kouliyev, dans les années 1940.

Le jazz azerbaïdjanais (en azéri : Azərbaycan cazı) est une variété de jazz jouée en Azerbaïdjan, basée sur les traditions du mugham. Il apparaît à Bakou grâce à son fondateur, le musicien et compositeur Vaguif Mustafazade. Dans le jazz ethnique ou jazz-mugham, les rythmes new-orléanais avec les traditions musicales de l’Orient s’associent en fonction de la fantaisie des interprètes.

## Histoire

### Émergence
Au début du XXe siècle, la ville de Bakou, réputée en tant que « producteur de la moitié de tout le pétrole du monde », a connu l’essor économique. En Azerbaïdjan, commencent à apparaître de plus en plus d’hommes d’affaires audacieux, d’architectes, de marchands, de savants, ainsi que d’hommes d’art. On voit aussi l’impact de la culture étrangère. La nouvelle musique, ayant envahi le monde est parvenu jusqu’en Azerbaïdjan. D’après les journaux de l’époque on sait, que dans les restaurants de Bakou on jouait de « la musique très intéressante sous un nom inhabituel — jazz ». Pourtant, cet art est oublié pour un certain temps après l’instauration du pouvoir soviétique en Azerbaïdjan, car le jazz était considéré comme un art étranger au peuple soviétique.

### Naissance
L’histoire du jazz azerbaïdjanais commence dans les années 1930. Le premier orchestre de jazz à Bakou a été créé en 1938 par les compositeurs azerbaïdjanais Niyazi et Tofik Kouliyev, qui se produisait dans sa jeunesse avec le premier orchestre de jazz de l’URSS, orchestre d’Alexandre Tsfasmann. L’orchestre de Niyazi et de Tofik Kouliyev qui s’appelait « Orchestre national d’estrade » (musique légère populaire moderne) (on l’appelait aussi « Jazz National ») était la base du jazz azerbaïdjanais. Il comprenait trois trombones, trois tubas, cinq saxophones, un piano à queue, une guitare et les instruments de percussion. Au premier concert, outre le jazz classique, on interprétait les pièces de Niyazi et de Tofik Kouliyev. Vers la même époque, on interprétait au saxophone les improvisations du mode mugham « Tchargah ». Dans les années 1941-1945, Raouf Hadjiyev était le chef d’orchestre national de jazz.
Après la Seconde Guerre mondiale, dans les années 1950-1960, le développement du jazz en Azerbaïdjan est empêché fortement par la propagande anti-occidentale en URSS. En 1945, le jazz est interdit par Staline comme « musique capitaliste dangereuse ». Pourtant, en dépit des interdictions, les amateurs du jazz écoutaient les stations de radio occidentales, et essayaient d’interpréter la musique entendue.
Dans les années 1960, avec le soutien et sous la direction de Qara Qarayev, Niyazi, Tofiq Quliyev, Raouf Hadjiyev, la deuxième naissance de la musique de jazz et d’estrade commence en Azerbaïdjan. C’est le quatuor de Rafiq Babayev et de Vaguif Mustafazade. Dans les années 1960, Tofiq Ahmedov est à la tête de l’orchestre de jazz de Radio Télévision. Dans cet orchestre commence sa voie artistique le chanteur Muslim Magomayev. Étant l’unique soliste de cet orchestre, Muslim Magomayev se produit dans le corps de la délégation soviétique au VIIIe Festival mondial de la jeunesse et des étudiants à Helsinki.
L’épanouissement du jazz azerbaïdjanais est lié aux noms de Vaguif Mustafazade et de Rafiq Babayev. Ils interprétaient, expérimentaient, créant la musique unique à la base des rythmes de jazz et de la musique folklorique azerbaïdjanaise. Le jazz azerbaïdjanais continue de se développer. On[style à revoir] organise à Bakou des festivals de jazz, des séminaires avec la participation des musiciens de jazz occidentaux. Le premier festival de jazz se tient à Bakou en 1969. Après une pause de 33 ans cette tradition est renouvelée.

### XXIesiècle
En 2002 se tient le premier festival de jazz international de Bakou « Caspian Jazz Festival », qui a lieu chaque année. En 2002, les musiciens de 12 pays prennent part au premier festival Caspian Jazz Festival. Il y avait 18 concerts avec les groupes tels que Joe Zawinul d’Autriche, le trio de Christoph Busse d'Allemagne, le quatuor de Russie de Yakov Okun, le trio de Frazer Fifield et Katia Sourikova de Grande-Bretagne, la musicienne de jazz américaine Deborah Carter et le saxophoniste Greg Osby, ainsi que les musiciens de jazz d'Azerbaïdjan.
En mai 2009, au Centre de jazz de Bakou a lieu le Sommet de jazz azerbaïdjano-britannique avec les musiciens de jazz britanniques renommés Kenny Wheeler et Paul Clarvis et leurs groupes et les musiciens azerbaïdjanais tels que Chaïn Novrasli, Raïn Sultanov et d’autres. L’action est sponsorisée par la compagnie « Compagnie aérienne britannique ». Les musiciens-interprètes azerbaïdjanais sont des participants et vainqueurs de festival de jazz et concours, dont le dernier était le 43e Montreux Jazz Festival[réf. nécessaire]. 
Le docteur ès-sciences Aïda Husseynova fait une contribution à l’étude scientifique du jazz azerbaïdjanais. Étant consultante scientifique du projet « La voie de soie » du violoncelliste Yo-Yo Ma, elle fait un cours sur le sujet correspondant le 26 novembre 2007, à l'Université Harvard. Selon les paroles d’Aïda Husseynova, professeur de l'Université de l'Indiana : « … Le jazz-mugham se formait grâce aux recherches artistiques des musiciens azerbaïdjanais. Cependant, les composants du jazz-mugham et les particularités de leur comparaison ne sont jamais pareilles. Le jazz-mugham se développe toujours au XXIe siècle en tant qu’une découverte singulière du synthèse de la musique occidentale avec celle folklorique azerbaïdjanaise… »